# Vladimir Smirnov (révolutionnaire)
Pour les articles homonymes, voir Vladimir Smirnov et Smirnov.
Vladimir Mikhaïlovitch Smirnov (Влади́мир Миха́йлович Смирно́в), né en 1887 et mort exécuté le 26 mai 1937, est un homme politique et révolutionnaire russe.

## Biographie

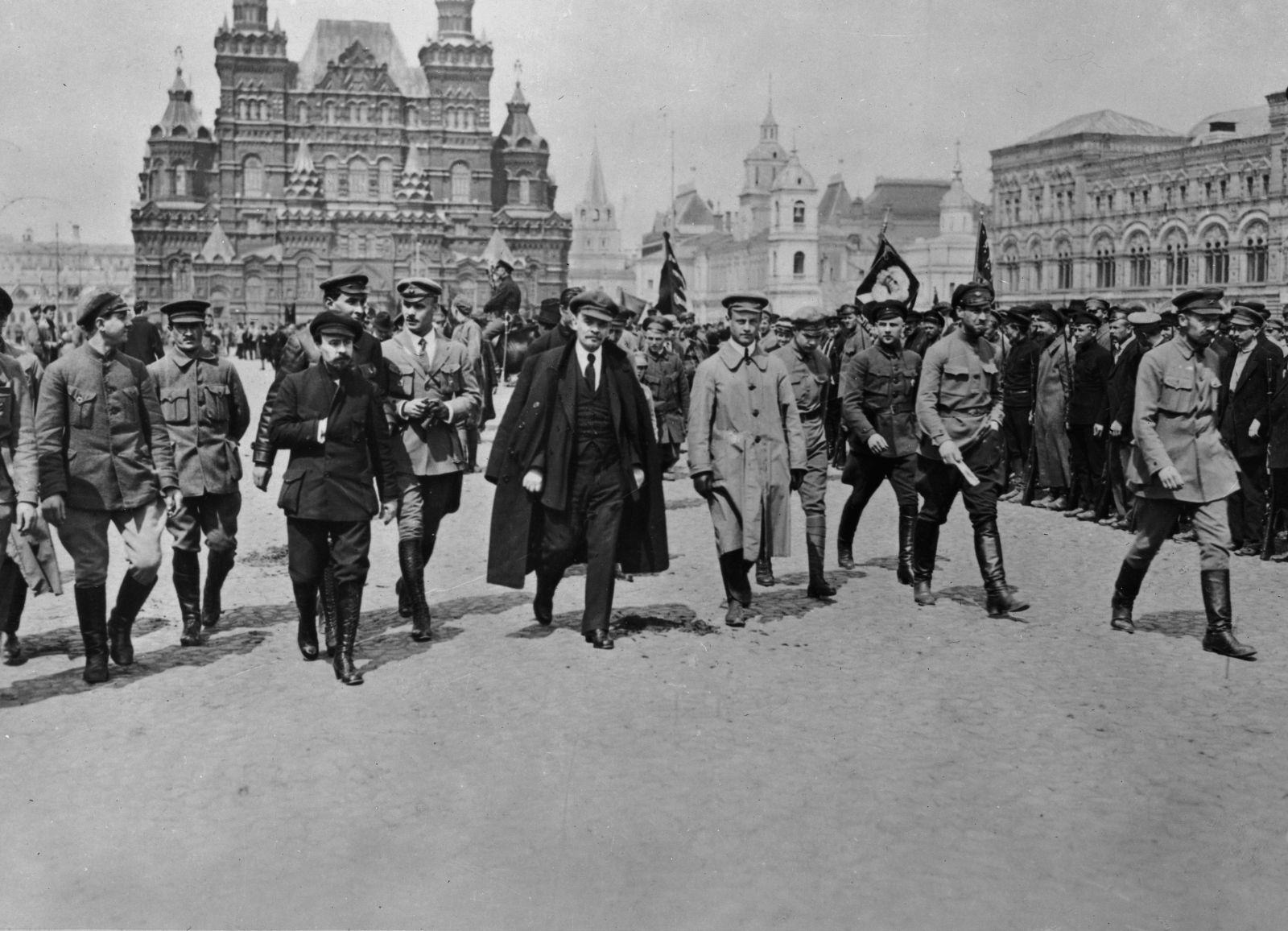
Lénine en parade devant le Kremlin en 1919, la position de Smirnov n'est pas identifiée

Smirnov est l'un des meneurs de l’insurrection de février 1917 à Moscou. Smirnov a été commissaire du peuple au commerce et à l’industrie. En 1918, il est membre de la rédaction de la revue Kommunist.
Smirnov a servi dans le bureau d'administration du Conseil économique suprême, mis en place en décembre 1917. Sa fraction de gauche a d'abord dominé le Conseil et Lénine a dû prendre leur position en considération. 
Smirnov est l'un des chefs du groupe oppositionnel du “centralisme démocratique” avec Timofeï Sapronov au 8e Congrès du Parti communiste russe du 20 mars 1919. Il y prononce un discours au Congrès, comparant le service des officiers tsaristes à celui des commissaires politiques dans l'Armée rouge, et répondant aux accusations de Grigori Sokolnikov qu'il s'opposait à l'utilisation d'agents, ce qui est devenu un élément clé de la stratégie militaire bolchévique. Pourtant il nie l'utilisation de la milice durant la guerre civile russe. Il a, cependant, mis en garde contre l'insuffisance des mécanismes politiques que le pouvoir soviétique avait à sa disposition pour lutter contre ces agents,.
Smirnov a participé à la rédaction de la Déclaration des Quarante-Six au Politburo, publiée le 15 octobre 1923 par l'Opposition de gauche,.
En 1926, Smirnov forme avec Timofeï Sapronov le Groupe des Quinze qui rejoint l'opposition dirigée par Trotsky, Zinoviev et Kamenev. Ils sont expulsés du Parti communiste au XVe Congrès du Parti en décembre 1927 avec le reste de l'opposition.
Smirnov est exclu du parti communiste en 1927, il est déporté dans l’Oural en 1928, et fusillé en 1937. Smirnov sera réhabilité à titre posthume en 1990. 
Son épouse, Karin Smirnov, fille du célèbre dramaturge suédois August Strindberg, a vécu jusqu'en 1973.

## Publication
- (fr) Boukharine, Ossinski, Radek, Smirnov, La Revue Kommunist (Moscou, 1918) – Les communistes de gauche contre le capitalisme d'État, Toulouse, Collectif d'édition Smolny, 2011.